# Jang Yeong-sil
Jang Yeong-sil (coréen : 장영실, hanja : 蔣英實) est un inventeur coréen du début du XVe siècle, du début de la période Joseon. Il a amélioré les horloges à eau, les dotant d'automates qui se mettaient en mouvement à chaque heure. Il a aussi travaillé sur les cadrans solaires, développé l'usage du pluviomètre (cheugugi), amélioré le stockage de l'eau pour les périodes de sècheresse et réalisé un globe céleste.

## Biographie
Le père et les oncles de Jang Yeong-sil avaient été ministres peu avant la chute de la dynastie Goryeo. Cependant, sa mère était une gisaeng et il ne pouvait prétendre qu'au plus bas des statuts sociaux, celui de cheonmin qui, même s'il l'autorisait à travailler à la cour royale, ne lui permettait pas d'accéder à de hautes responsabilités. Il eut cependant la chance que le nouveau roi Sejong voulut favoriser les compétences par rapport au statut social et lui donna l'occasion de développer ses idées. Jang Yong-sil passa un an en Chine en 1420 pour parfaire ses connaissances, en particulier dans le domaine de l'astronomie. Sa carrière se termine par un incident en 1442 : la chaise à porteur qu'il avait conçue pour le roi se casse et il est chassé du palais, au grand regret de Sejong.

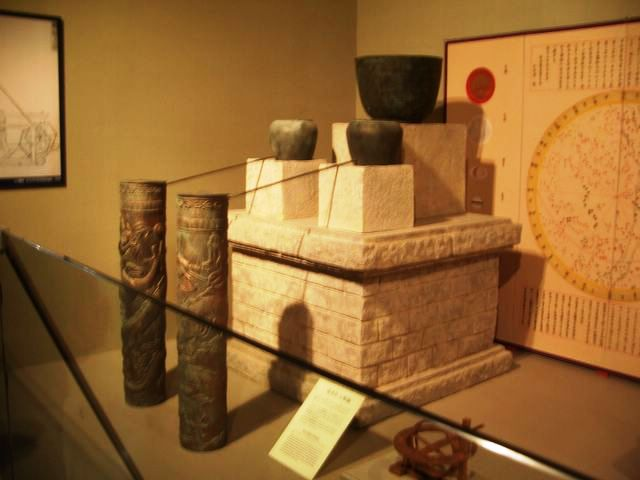
Modèle d'une horloge à eau.
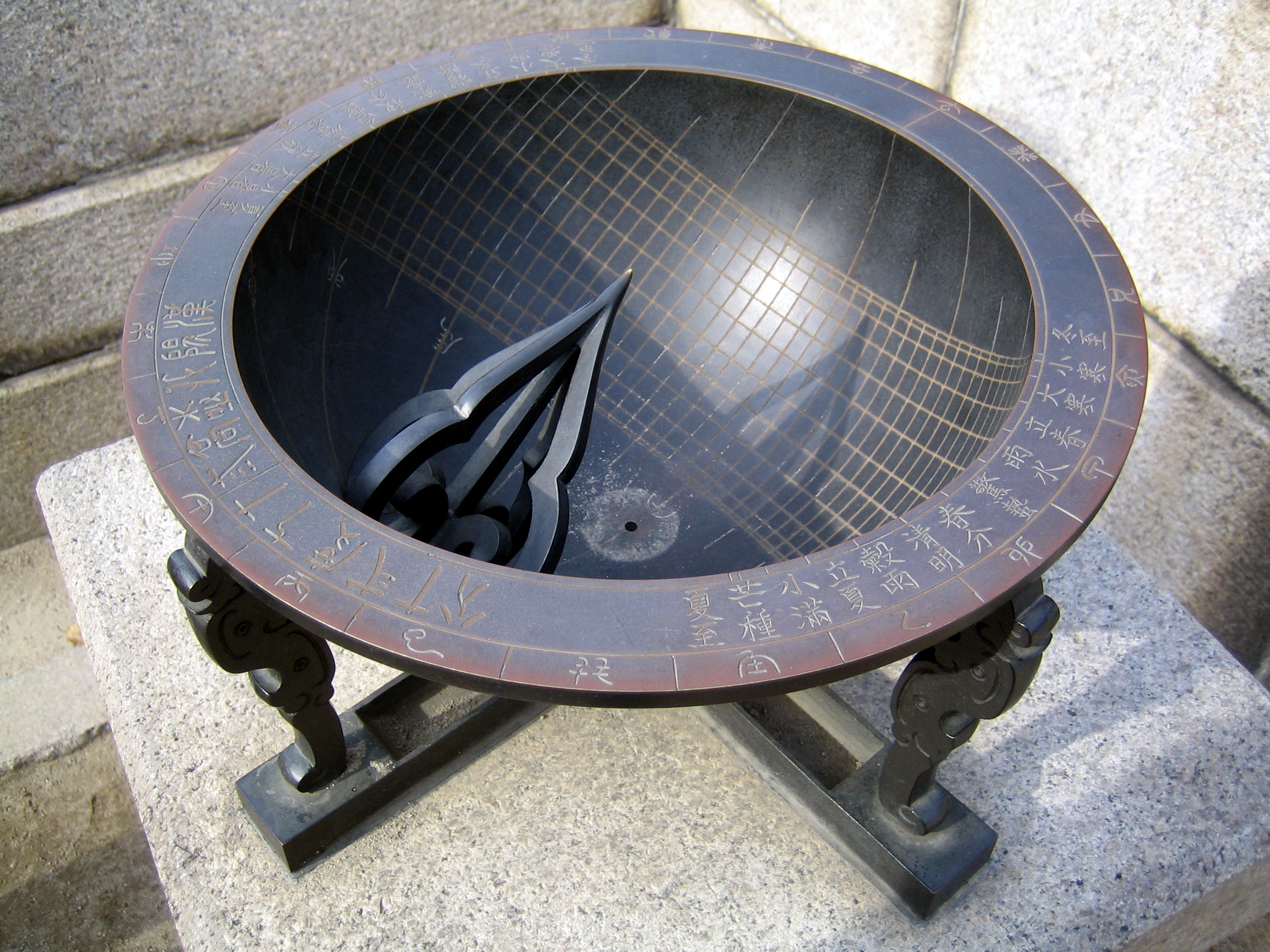
Le cadran solaire exposé au palais royal.
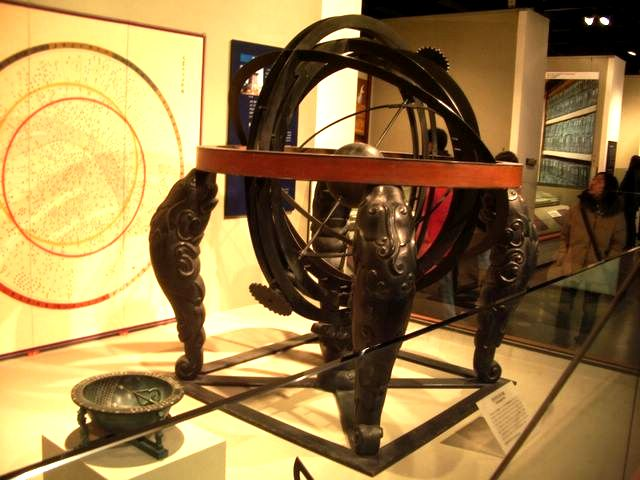
Le globe céleste de Jang Yeong-sil.

## Cinéma
- 2012 : I Am the King
- 2019 : Forbidden Dream, sur son amitié avec le roi Sejong le Grand